# Білий Манастир
Білий Манастир (хорв. Beli Manastir, серб. Бели Манастир, угор. Pélmonostor, місцева і застаріла назва Monoštor, «Моноштор» або Pelmonoštor, «Пелмоноштор») — містечко на північному сході Хорватії, в області Бараня, центр однойменної громади, що входить до складу Осієцько-Баранської жупанії, найбільший і найважливіший населений пункт та культурно-економічний центр Барані.

## Історія
Місто вперше згадується в 1212 році під іменем Пел (Pel). Із самого початку воно було дуже різноликим за етнічним складом. Впродовж історії місто населяли хорвати, серби, угорці, німці та цигани.
За даними перепису 1910 р., у місті було 2447 осіб, з яких 1496 (61,1 %) становили німці, 478 (19,5 %) — серби і 443 (18,1 %) — угорці.
У 1929 році населення складали угорці (33,8 %), німці (32,6 %), хорвати (18,8 %) та серби (близько 12 %).
Під час хорватської війни за незалежність, Білий Манастир було включено поряд з іншими сусідніми містами в невизнану сепаратистську Республіку Сербську Країну. Після війни місто перейшло в підпорядкування Хорватії.

## Населення
Населення громади за даними перепису 2011 року становило 10 068 осіб, 1 з яких назвав рідною українську мову. Населення самого поселення становило 8049 осіб.
Динаміка чисельності населення громади:
Динаміка чисельності населення центру громади:

## Населені пункти
Крім поселення Білий Манастир, до громади також входять:
- Бранін Врх
- Шечерана
- Шумарина

## Клімат
Середня річна температура становить 11,00 °C, середня максимальна – 25,24 °C, а середня мінімальна – -5,86 °C. Середня річна кількість опадів – 620 мм.
| Клімат поселення                              | Клімат поселення | Клімат поселення | Клімат поселення | Клімат поселення | Клімат поселення | Клімат поселення | Клімат поселення | Клімат поселення | Клімат поселення | Клімат поселення | Клімат поселення | Клімат поселення | Клімат поселення |
| Показник                                      | Січ.             | Лют.             | Бер.             | Квіт.            | Трав.            | Черв.            | Лип.             | Серп.            | Вер.             | Жовт.            | Лист.            | Груд.            |                  |
| Середній максимум, °C                         | 5,75             | 7,65             | 12,30            | 16,96            | 22,24            | 25,24            | 25,10            | 24,81            | 20,62            | 15,18            | 9,08             | 5,18             |                  |
| Середня температура, °C                       | −0,06            | 1,82             | 6,49             | 11,17            | 16,43            | 19,42            | 21,20            | 20,91            | 16,74            | 11,30            | 5,20             | 1,30             |                  |
| Середній мінімум, °C                          | −5,86            | −3,96            | 0,68             | 5,35             | 10,61            | 13,62            | 17,33            | 17,04            | 12,85            | 7,42             | 1,32             | −2,6             |                  |
| Норма опадів, мм                              | 38               | 33               | 36               | 48               | 59               | 77               | 62               | 59               | 50               | 53               | 58               | 47               |                  |
| Середньомісячна швидкість вітру, м/с          | 2.50             | 2.70             | 3.00             | 2.90             | 2.58             | 2.37             | 2.30             | 2.10             | 2.10             | 2.29             | 2.40             | 2.51             |                  |
| Середньомісячна сонячна радіація, кДж/м²·день | 4180             | 6938             | 10884            | 15506            | 19399            | 21788            | 22182            | 20150            | 14883            | 9318             | 4723             | 3481             |                  |
| --------------------------------------------- | ---------------- | ---------------- | ---------------- | ---------------- | ---------------- | ---------------- | ---------------- | ---------------- | ---------------- | ---------------- | ---------------- | ---------------- | ---------------- |
| Джерело:                                      |                  |                  |                  |                  |                  |                  |                  |                  |                  |                  |                  |                  |                  |

## Постаті
У місті похований Мусін Василь Петрович (1911—1944) — лейтенант РА, Герой Радянського Союзу.